# 2009-es európai parlamenti választás Romániában
2009. június 7-én tartották Romániában az Európai Parlamenti (EP) választásokat. Az ország a nizzai szerződés értelmében 33 képviselőt delegálhatott. A választás az egész országban azonos listákon történt. Pártok számára 5%-os bejutási küszöb volt megállapítva. A mandátumok elosztása a d’Hondt-módszer szerint történt.
A választásokon 7 párt és pártszövetség, valamint 2 független jelölt vett részt.
A választási részvétel 27,21% volt.
 A Szociáldemokrata Párt + Konzervatív Párt (PSD+PC) 11, a Demokrata Liberális Párt (PD-L) 10, a Nemzeti Liberális Párt (PNL) 5, a Romániai Magyar Demokrata Szövetség (Magyar Összefogás Listája kampánynéven az EMNT-el együtt) 3, a Nagy-Románia Párt (PRM) 3, Elena Băsescu független jelölt pedig 1 mandátumot szerzett.

## Induló pártok és pártszövetségek, egyéni jelöltek

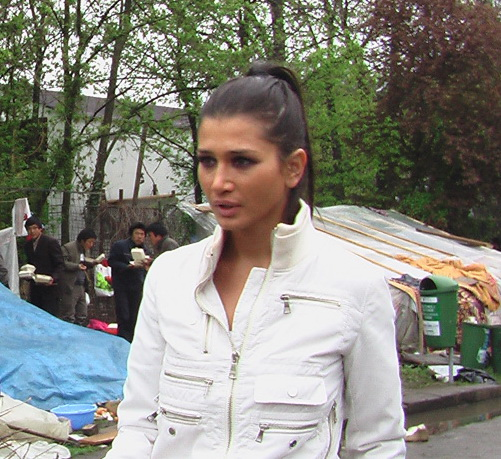
Elena Băsescu

| Párt neve | A Magyar Összefogás Listája (az RMDSZ és az EMNT közös listája) | Demokrata Liberális Párt (PD-L) | Szociáldemokrata Párt (PSD) + Konzervatív Párt (PC) | Nemzeti Liberális Párt (PNL) |
| --------- | --- | --- | --- | --- |
| Jelöltek  | 1. Tőkés László 2. Winkler Gyula 3. Sógor Csaba 4. Szilágyi Zsolt 5. Kovács Péter 6. Horváth Anna 7. Asztalos Ferenc 8. László János 9. Brassai Zsombor 10. Demeter János 11. Bónis István 12. Dávid László 13. Lörincz Csilla 14. Faragó Péter 15. Tischler Ferenc | 1. Theodor Stolojan 2. Monica Macovei 3. Traian Ungureanu 4. Cristian Preda 5. Marian Jean Marinescu 6. Iosif Matula 7. Sebastian Bodu 8. Petru Constantin Luhan 9. Rareș-Lucian Niculescu 10. Elena Oana Antonescu 11. Constantin Dumitru 12. Dragoș Florin David 13. Elvira Rodica Andronescu 14. Alexandru Nazare 15. Flaviu Călin Rus 16. Petru Daniel Funeriu 17. Enache Dumitru 18. Nicolae Banda 19. Mircea-Sevastian Grosu 20. Elisabeta Ghidiu | 1. Adrian Severin 2. Rovana Plumb 3. Ioan Mircea Pașcu 4. Silvia-Adriana Ţicău 5. Daciana Sârbu 6. Corina Creţu 7. Victor Boștinaru 8. George Sabin Cutaș 9. Cătălin-Sorin Ivan 10. Ioan Enciu 11. Vasilica-Viorica Dăncilă 12. Minodora Cliveti 13. Aristade Roibu 14. Viorel-Marian Dragomir 15. Marius Oprescu 16. Emanuel-Alin-Lucian Antochi 17. Ștefan Mușoiu 18. Adriana-Doina Pană 19. Ioan Curjuc 20. Daniel Luca | 1. Norica Nicolai 2. Adina Vălean 3. Renate Weber 4. Ramona Mănescu 5. Cristian Bușoi 6. Ben-Oni Ardelean 7. Ovidiu Silaghi 8. Csibi Magor 9. Cătălin Turlic 10. Ionel Muscalu 11. Cristian Cojocaru 12. Radu Surugiu 13. Radu Ioan Pușcariu 14. Eduard Hellvig 15. Roberto Dietrich 16. Camelia Chivechiu 17. Alexandru Ioan Morţun 18. Cristian Ghibu 19. Adrian Nechita Oros 20. Ionuţ Liviu Popescu |
| Forrás    | [ 4 ] | [ 5 ] | [ 6 ] | [ 7 ] |

| Párt neve | Nagy-Románia Párt (PRM) | Nemzeti Kereszténydemokrata Parasztpárt (PNŢCD)                                                | Polgári Erő (Forţa Civică)                   |
| --------- | --- | ---------------------------------------------------------------------------------------------- | -------------------------------------------- |
| Jelöltek  | 1. Vadim Tudor 2. Gigi Becali 3. Claudiu Tănăsescu 4. Eugen Mihăescu 5. Angela Bălan 6. Dumitru Avram 7. Dan Zamfirescu 8. Ștefan Molnar 9. Smaranda Ionescu 10. Constantin Șerbănoiu | 1. Marian Miluţ 2. Eugen Moiescu 3. Alecu Diaconu 4. Mircea-Constantin Scheau 5. Ana Comănescu | 1. Adrian-Ștefan Iurașcu 2. Cristian Obrocea |
| Forrás    | [ 8 ] | [ 9 ]                                                                                          | [ 10 ] [ 11 ]                                |

Független jelöltek
|    | Név                                                |
| -- | -------------------------------------------------- |
| 1. | Elena Băsescu (Traian Băsescu román államfő lánya) |
| 2. | Pavel Abraham                                      |

## Közvéleménykutatások

### Részvétel
2009 áprilisában az Eurobarométer 34%-os részvételi arányt jósolt Romániában.

### Szavazatok
A szavazatok várható megoszlása százalékban:
| Felmérés | Időpont                        | PD-L | PSD-PC | PNL  | RMDSZ | Elena Băsescu | PRM | Egyéb |
| -------- | ------------------------------ | ---- | ------ | ---- | ----- | ------------- | --- | ----- |
| CCSB     | 2009. március 18–19.           | 35   | 30     | 12   | 4     | 16            | 1   | 1     |
| INSOMAR  | 2009. március 26. – április 5. | 33   | 31     | 15   | 7     | 6             | 5   | 3     |
| INSOMAR  | 2009. május 29–31.             | 31   | 31     | 20,2 | 6,8   | 3,9           | 5,9 | N/A   |

## A kampány

### A Magyar Összefogás Listája
Az erdélyi magyar összefogás szükségességére hivatkozva közös lista állításában egyezett meg a Tőkés László független EP-képviselő vezette Erdélyi Magyar Nemzeti Tanács (EMNT) és a RMDSZ. A közös lista élén Tőkés áll, majd két hely az RMDSZ-é. A Magyar Polgári Pártnak (MPP) a lista negyedik helyét ajánlották föl, de az nem fogadta el, így az is az EMNT-nek jut.
A MÖL szerint négy bejutó helyre van esélye.
 Az első négy helyet a listán Tőkés László református püspök, EP-képviselő, az EMNT elnöke;

Winkler Gyula RMDSZ-es EP-képviselő, korábbi kereskedelmi miniszter;

Sógor Csaba RMDSZ-es EP-képviselő, református lelkész;

Valamint Szilágyi Zsolt politológus, a Partiumi Keresztény Egyetem adjunktusa, az EMNT alelnöke, Tőkés László brüsszeli kabinetfőnöke foglalja el.

## Eredmények

A legtöbb szavazatot kapott pártok megyénként

| PSD+PC | PD-L | RMDSZ |

| A romániai EP-választások eredménye 2009. június 7. |                    |                    |                          |
| A szavazásra jogosultak száma                       | 18 197 316         | 18 197 316         | 18 197 316               |
| Leadott szavazatok száma                            | 5 035 297          | 5 035 297          | 27,67%                   |
| Ebből érvénytelen                                   | 194 621            | 194 621            | 3,86%                    |
| A listát állító párt(ok) neve                       | Leadott szavazatok | Leadott szavazatok | Elnyert mandátumok száma |
| A listát állító párt(ok) neve                       | száma              | százalék           | Elnyert mandátumok száma |
| Szociáldemokrata Párt + Konzervatív Párt (PSD+PC)   | 1 504 218          | 31,07%             | 11                       |
| Demokrata Liberális Párt (PD-L)                     | 1 438 000          | 29,71%             | 10                       |
| Nemzeti Liberális Párt (PNL)                        | 702 974            | 14,52%             | 5                        |
| Romániai Magyar Demokrata Szövetség (RMDSZ)         | 431 739            | 8,92%              | 3                        |
| Nagy-Románia Párt (PRM)                             | 419 094            | 8,65%              | 3                        |
| Elena Băsescu (független jelölt)                    | 204 280            | 4,22%              | 1                        |
| Nemzeti Kereszténydemokrata Parasztpárt (PNŢCD)     | 70 427             | 1,45%              | 0                        |
| Pavel Abraham (független jelölt)                    | 49 864             | 1,03%              | 0                        |
| Polgári Erő (Forţa Civică)                          | 19 436             | 0,40%              | 0                        |
| Összes érvényes szavazat                            | 4 840 032          | 100%               | 33                       |

## Érdekességek
- A választások lebonyolítása 98,7 millió lejbe került.[21]

## Lásd még
- 2007-es európai parlamenti választás Romániában

## Külső hivatkozások
- A Központi Választási Iroda honlapja a jelöltek listájával (románul)